# Czotyrboky
Czotyrboky (ukr. Чотирбоки) – wieś na Ukrainie, w obwodzie chmielnickim, w rejonie szepetowskim, w hromadzie Łenkiwci. W 2016 liczyła 1227 mieszkańców, spośród których 1214 wskazało jako ojczysty język ukraiński, a 13 inny.
Znajduje się tu stacja kolejowa Czotyrboky, położona na linii Szepetówka – Starokonstantynów.

## Historia
W XIX i w początkach XX w. Czetyrboki położone były w Rosji, w guberni wołyńskiej, w powiecie zasławskim, w gminie Sulżyn.
Po I wojnie światowej pod administracją polską, w Zarządzie Cywilnym Ziem Wołynia i Frontu Podolskiego, w okręgu wołyńskim, w powiecie zasławskim.
W wyniku postanowień traktatu ryskiego znalazły się w granicach Związku Sowieckiego. Od 1991 w niepodległej Ukrainie.

## Urodzeni
- Hałyna Pundyk